# Gillian Apps
Gillian Mary Apps (North York, 2 novembre 1983) è una hockeista su ghiaccio canadese.
È nipote dell'hockeista e saltatore con l'asta Syl Apps e figlia di un altro hockeista su ghiaccio, Syl Apps Jr.
Ha vinto tre medaglie d'oro olimpiche nell'hockey su ghiaccio, trionfando con la sua nazionale alle Olimpiadi invernali 2006 svoltesi a Torino, alle Olimpiadi invernali 2010 di Vancouver ed alle Olimpiadi invernali 2014 di Soči.
Ha conquistato inoltre tre medaglie d'oro (2004, 2007 e 2012) e cinque medaglie d'argento (2005, 2008, 2009, 2011 e 2013) nelle sue partecipazioni ai campionati mondiali di hockey.